# Oroners
Oroners és un llogaret, actualment despoblat, del municipi de Camarasa (Noguera). Està situat a la dreta de la Noguera Pallaresa, davant la Baronia de Sant Oïsme, separats pel pantà de Camarasa. El poble, juntament amb el seu castell, estan en una balma a l'extrem oriental de la serra de Montclús.
Fou municipi independent fins a mitjans del segle xix quan s'integrà a Fontllonga. Al 1970 Fontllonga i els seus agregats van ser annexionats al municipi de Camarasa.
El poble es va abandonar definitivament a principis del segle xx, coincidint amb la construcció del pantà.
De la seva església parroquial de Sant Salvador depenien els llocs de Sant Just i de l'Ametlla de Montsec. Posteriorment, Oroners passà a dependre de l'Ametlla. Es pot observar encara l'ermita de Mare de Déu del Remei i uns grafits del segle xiv en una estança del castell.